# Nancy Stephens
Pour les articles homonymes, voir Stephens.
 (juin 2014).
Si vous disposez d'ouvrages ou d'articles de référence ou si vous connaissez des sites web de qualité traitant du thème abordé ici, merci de compléter l'article en donnant les références utiles à sa vérifiabilité et en les liant à la section « Notes et références ».
Nancy Stephens, née le 2 juillet 1949 à Rusk, (Texas, États-Unis), est une actrice américaine.
Elle est surtout connue pour avoir interprété l’infirmière Marion Chambers dans la saga Halloween. Elle reprend le rôle de Marion Chambers dans Halloweens Kills.

## Biographie
Elle est mariée au réalisateur Rick Rosenthal avec lequel elle a trois enfants.

## Filmographie

### Cinéma
- 1978 : Halloween, la nuit des masques : Marion Chambers
- 1981 : New York 1997 : Stewardess
- 1981 : Halloween 2 : Marion Chambers
- 1984 : Une Américaine à Paris : Jacqueline
- 1987 : Russkies : L'infirmière
- 1994 : D2: The Mighty Ducks : La reporter
- 1998 : Halloween, 20 ans après : Marion Chambers
- 2002 : A Time for Dancing : Mrs. Hillman
- 2021 : Halloween kills : Marion Chambers

### Télévision
- 1969- 1970 : Bright Promise (série TV) (11 épisodes) : Jennifer Collins Matthews
- 1971 : Médecins d'aujourd'hui (série TV) (1 épisode) : Sue
- 1971 : La Nouvelle Équipe (série TV) (1 épisode) : Marion Briggs
- 1973 : Le Magicien (série TV) (1 épisode) : Francine Powers
- 1975 : Des jours et des vies (série TV) (9 épisodes) : Mary Anderson
- 1976 : All in the Family (série TV) (1 épisode) : Anita
- 1976 : Drôles de dames saison 1 épisode 8 : Brooke Anderson
- 1976 : Serpico (série TV) (1 épisode) : Gladys
- 1976 : Sergent Anderson (série TV) (1 épisode) : Valerie
- 1976 : Executive Suite (en) (série TV) (2 épisodes) : Lois
- 1976 : The McLean Stevenson Show (série TV) (1 épisode) : Linda
- 1976 : Barnaby Jones (série TV) (1 épisode) : Ruth Shiller
- 1977 : Panic in Echo Park (Téléfilm)
- 1978 : The Hardy Boys/ Nancy Drew Mysteries (série TV) (1 épisode) : Mrs. Morgan
- 1978 :  Chips (série TV) (1 épisode) : La jeune mère
- 1978 : Police Story (série TV) (1 épisode) : Nancy Burke
- 1978 : Battered (Téléfilm)
- 1979 : Autoroute pour la mort (Téléfilm) : Christine
- 1981 : Flamingo Road (série TV) (1 épisode)
- 1988 : Terrorist on Trial: The United States vs. Salim Ajami (Téléfilm) : Ginny Delmore
- 1989 : 58 heures d'angoisse (Téléfilm)
- 1990- 1991 : Corky, un adolescent pas comme les autres (série TV) (2 épisodes) : Sharon Galloway
- 1992 : Un drôle de shérif (High Secret City) saison 1 épisode 16 : Madame Kendall
- 1993 : Les requins de la finance (Téléfilm)
- 1993 : Empty Cradle (Téléfilm)
- 1994 : Beverly Hills 90210 saison 5 épisode 1 : Helen
- 1996 : Dark Skies : L'Impossible Vérité saison 1 épisode 7 : Madame Bach
- 1997 : Ally McBeal saison 1 épisode 14 : Docteur Karp
- 1999 : Providence saison 2 épisode 19 : Docteur Blake
- 1999 : Ally McBeal saison 3 épisode 2 : Juge Washington
- 2004 : Boston Justice saison 1 épisode 7 : Juge Wilcox